# Nya Gäddviksbron

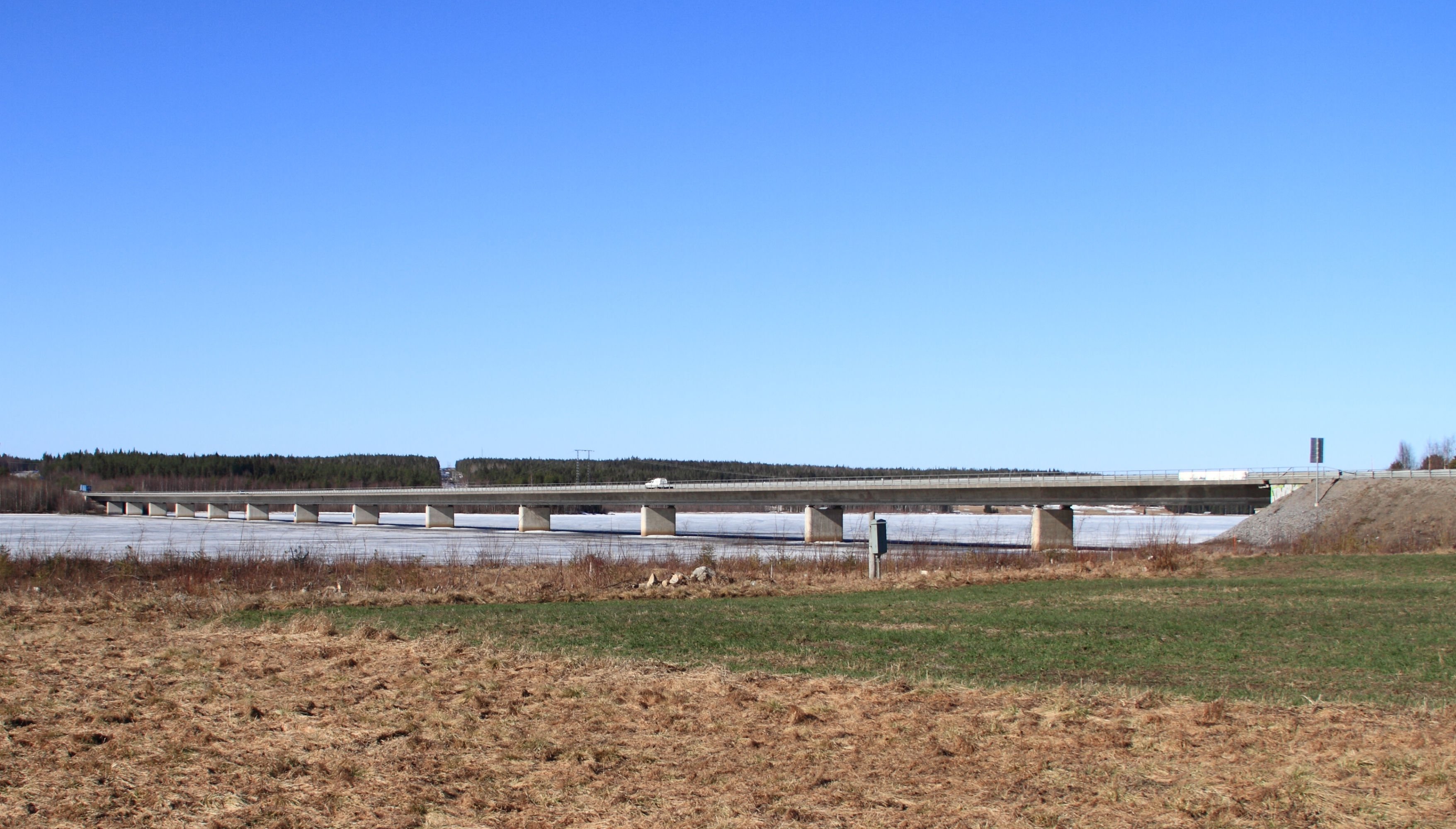
Nya Gäddviksbron sedd från östra stranden.

Nya Gäddviksbron är en balkbro över Lule älv i Gäddvik utanför Luleå. Bron stod klar 1978 som en del av E4:s nya förbifart förbi Luleå.
Några hundra meters nedströms ligger Gamla Gäddviksbron från 1941, som numera används för lokal trafik.